# Выбли
Вы́бли (укр. Ви́блі) — село Куликовского района Черниговской области Украины, центр сельского совета. Расположено на левом берегу реки Десна в 20 км от райцентра и в 7 км от станции Муравейка Юго-Западной железной дороги. Население 660 человек.
Код КОАТУУ: 7422782001. Почтовый индекс: 16310. Телефонный код: +380 4643.

## История
На территории села Выбли и его окрестностей обнаружено несколько древних поселений, относящихся к разным историческим периодам. Древнейшее из которых (располагалось на левом берегу реки Угор) относят к V—II тысячелетию до нашей эры (период нового каменного века или неолита). Находки тех времён в настоящее время хранятся в местном историческом музее.
Впервые упоминается в 1635 году. В 1654—1782 — центр Выблевской сотни Гетманской Украины. В 1781 году в селе построен деревянный «путейный дворец» для поездки Екатерины II на Украину в 1786 году.

## Власть
Орган местного самоуправления — Выбливский сельский совет. Почтовый адрес: 16310, Черниговская обл., Куликовский р-н, с. Выбли, ул. Троицкая 67, тел. 2-33-16, 2-33-17.